# اف‌ام‌ای آی‌ای ۵۸ پوکارا
اف‌ام‌ای آی‌ای ۵۸ پوکارا (به اسپانیایی: FMA IA 58 Pucará)(به معنای دژ به زبان کچوا) یک هواپیمای تهاجمی و ضدشورش آرژانتینی است که توسط فابریکا میلیتار دی آویونس (اف.ام. ای) ساخته شده است. این هواپیما، تمام فلزی تک‌باله، بال پایین و دارای دو موتور توربوپراپ با ارابه فرود جمع‌شونده است که می‌تواند در صورت نیاز عملیاتی از باندهای فرود نیمه آماده، به پرواز درآید. این هواگرد در جنگ فالکلند و جنگ داخلی سری‌لانکا خدمت نمود.

## توسعه

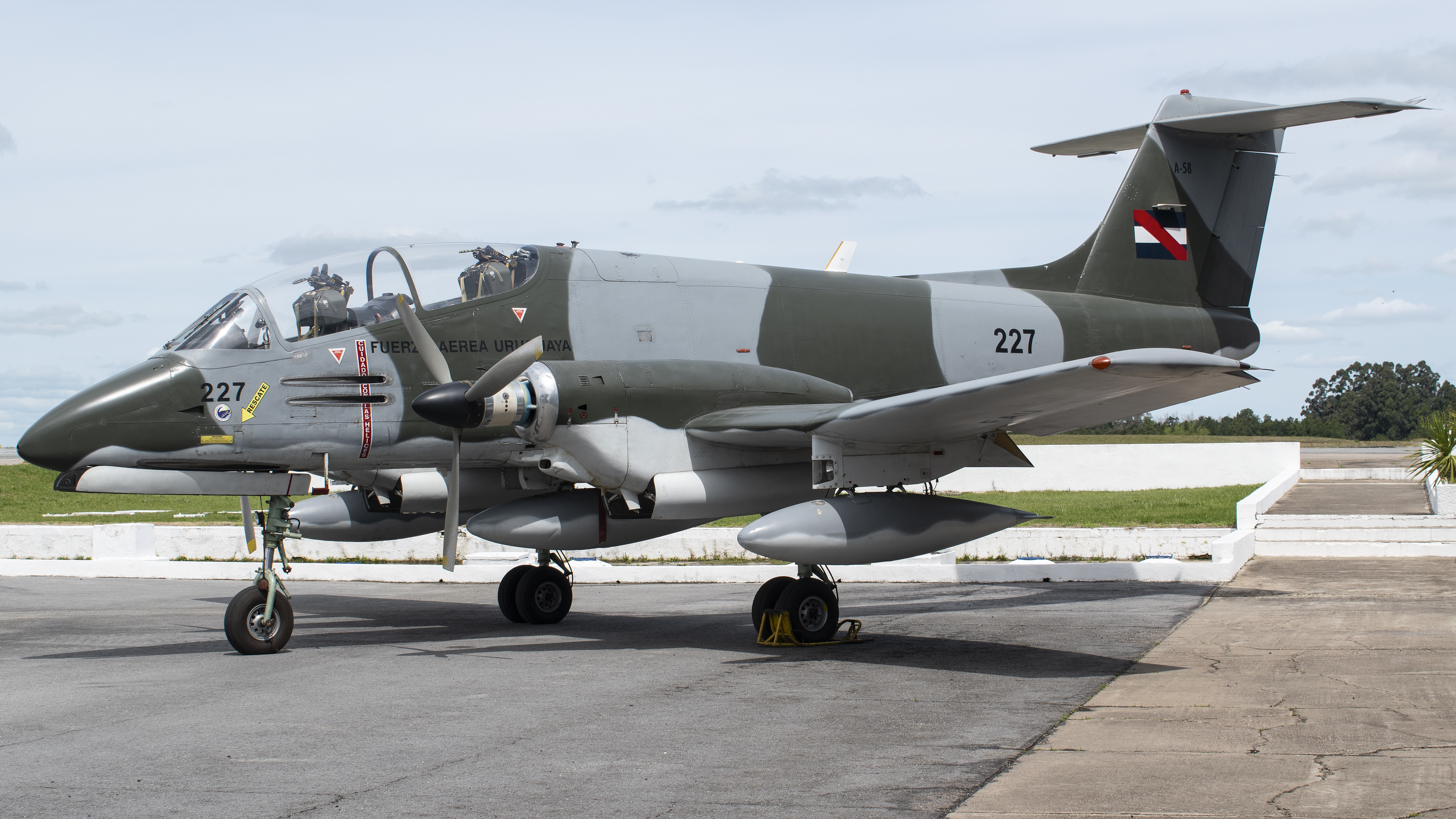
اف‌ام‌ای آی‌ای ۵۸ پوکارا متعلق به نیروی هوایی اروگوئه

در اوت ۱۹۶۶، کارخانه هواپیماسازی دولتی آرژانتین، اداره ملی ساخت و تحقیقات هوانوردی (DINFIA)، توسعه ای. ایکس-۲، یک هواگرد ضدشورش را برای برآورده کردن نیازهای نیروی هوایی آرژانتین آغاز نمود. این پروژه توسط مهندس ریکاردو اولمدو (به اسپانیایی: Ricardo Olmedo) دنبال شد و تحت هدایت مهندس آنیبال دردمی (به اسپانیایی: Aníbal Dreidemie) قرار گرفت، وی همچنین هواپیماهای آی‌ای ۵۰ گوارانی ۲ و آی. ای-۶۳ پامپا را طراحی نموده است. طرح انتخابی یک هواگرد تک‌باله بود که پیشرانه آن از دو موتور توربوپراپ نصب شده در بال‌ها تأمین می‌شد. به منظور آزمایش طرح پیشنهادی، اداره هوانوردی ابتدا یک نمونه آزمایشی گلایدر (بدون پیشرانه) را در مقیاس کامل تولید نمود. این نمونه برای اولین بار در ۲۶ دسامبر ۱۹۶۷ به پرواز درآمد.
آزمایش گلایدر هیچ مشکل عمده‌ای در کتترل و پرواز نشان نداد و در سپتامبر ۱۹۶۸، ساخت یک نمونه اولیه با پیشرانه به نام آی. ای-۵۸ دلفین آغاز شد، اما بعداً به پوکارا تغییر نام داد. برای پیشرانه این هواپیما یک جفت موتور گرت تی‌پی‌ئی۳۳۱آی به قدرت ۶۷۴ کیلووات (۹۰۴ اسب بخار) انتخاب شد. اداره ملی ساخت و تحقیقات هوانوردی در اوایل همان سال به فابریکا میلیتار دی آویونس (اف.ام. ای) تغییر نام یافت. نمونه اولیه پوکارا، اولین پرواز خود را در ۲۰ اوت ۱۹۶۹ انجام داد، در ۶ دسامبر ۱۹۷۰ و در دومین نمونه اولیه، پیشرانه به موتورهای قدرتمند تر توربومکا آستازو ۱۶جی به قدرت ۷۲۹ کیلووات (۹۷۸ اسب بخار) تغییر یافت
. اولین نمونه اولیه بعداً با موتور آستازو طراحی و مهندسی مجدد شد، این موتور برای نسخه تولیدی انتخاب شد، و در پی آن سومین نمونه اولیه در سال ۱۹۷۳ تولید شد. اولین مدل تولیدی در ۸ نوامبر ۱۹۷۴ پرواز کرد و تحویل در اوایل سال ۱۹۷۶ آغاز گردید.
حداقل سه طرح توسعه از آی. ای-۵۸ پوکارا نشات گرفت. در اولین طرح، بدنه هواپیمای پوکاراافزایش طول یافته ودارای کابین تحت فشار برای شش سرنشین، مجهز به موتورهای توربوفن آستافان بوده و برای حمل و نقل سبک و وظایف عکاسی طراجی شده بود.
دومی یک هواپیمای رصدی و شناسایی بود که پیکربندی مشابهی با فیرچایلد ریپابلیک ای-۱۰ داشت.
سومین آی. ای ۶۰ نام داشت و یک هواپیمای آموزشی پیشرفته و تهاجمی سبک بود که توسط دو آستافن نیرو می‌گرفت که از بدنه اصلی هواپیما و کاناپی پوکارا با دم تی-شکل با بال‌های بلند بهره می‌برد. برخی آزمایش‌ها در تونل باد انجام شد، اما برای ادامه برنامه آی. ای-۶۳ پامپا، توسعه بیشتری بروی این هواپیما صورت نگرفت.

## طراحی

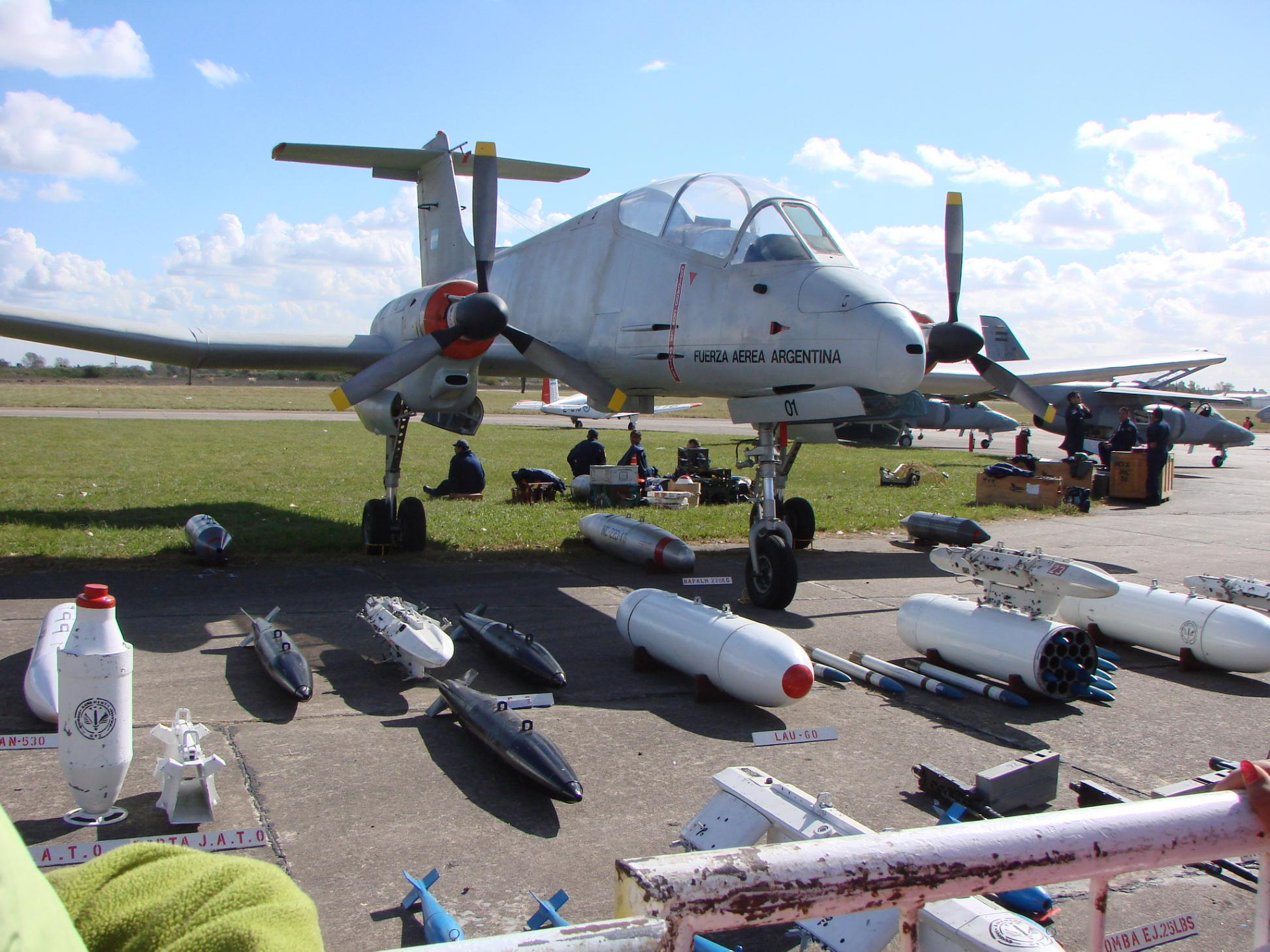
آی ای ۵۸ پوکارا با تسلیحات مختلف

آی ای ۵۸ پوکارا دارای ساختاری متعارف، تمام فلزی و عمدتاً از دورآلومین ساخته شده است.
آی ای ۵۸ پوکارا دارای بدنه ای باریک با آرایش دو اتاقک خلبان پشت سرهم است، خدمه هواپیما در زیر کاناپی تاشوی رو به بالا، و بروی صندلی‌پران با عملکرد در سرعت/ارتفاع صفر/صفر، ساخت مارتین-بیکر مدل Mk 6AP6A مستقرشده و دارای کنترل‌های دوگانه و دید خوب، حداقل در قسمت‌های جانبی و جلویی هستند.
طراحی آیرودینامیکی تمیز به پوکارا اجازه می‌دهد به سرعت نسبتاً بالایی، و بالاتر از هواپیمای دیگر ضدشورش آمریکایی او وی-۱۰ برونکو دست یابد

## سابقه عملیاتی
اولین واحدها در ماه مه ۱۹۷۵ به نیروی هوایی آرژانتین (FAA) تحویل داده شدند، و گُردان هوایی (اسکاردان) دوم آفندی و شناسایی را تجهیز نمودند، که بخشی از تیپ هوایی سوم مستقر در
رکونکیستا در استان سانتافه شمالی بود.
پوکاراهای مذکور اولین عملیات خود را در اواخر سال ۱۹۷۵ انجام دادند، زمانی که تعدادی از آنها به عنوان بخشی از عملیات استقلال، حملات ضد شورشی را از کوردوبا علیه چریک‌های ERP کمونیست در استان توکومان انجام دادند.

### جنگ فالکلند ۱۹۸۲

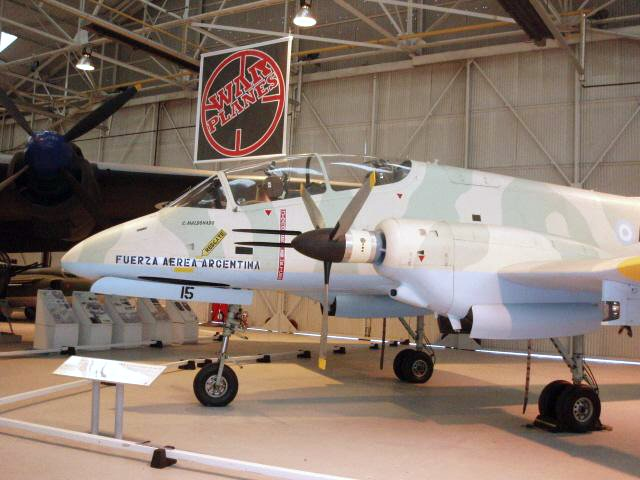
یک فروند پوکارا به غنیمت گرفته شده در موزه نیروی هوایی سلطنتی در کاسفورد

در زمان جنگ فالکلند، حدود ۶۰ پوکارا به نیروی هوایی آرژانتین تحویل شده بود. پوکارا یکی از معدود هواپیماهای در خدمت نیروهای آرژانتینی بود که قادر به پرواز عملیاتی از فرودگاه‌های کوچک در فالکلند بود،
از آنجایی که طول باند فرودگاه پورت استنلی برای استفادهای-۴ اسکای‌هاوک‌ها و  میراژهای نیروی هوایی آرژانتین کافی نبود، تصمیم گرفته شد تعدادی از پوکاراها در فالکلند مستقر شوند و چهار فروند در ۲ آوریل ۱۹۸۲ به پورت استنلی رسیده، و هشت فروند دیگردر ۹ آوریل به فرودگاه مذکور وارد شدند.
بسیاری از پوکاراهای باقی مانده در سرزمین اصلی آرژانتین به
پورتو سانتا کروز یا کومودورو ریواداویا در جنوب کشور منتقل شدند، جایی که در صورت نیاز برای تقویت نیروها در فالکلند، به آنها نزدیکتر بودند و برای ماموریت‌های گشت و نظارت ساحلی مورد استفاده قرار گرفتند.
بیشتر پوکاراهای مورد استفاده در جنگ فالکلند با
بمب‌های هدایت‌ناپذیر، غلاف‌های راکت ۲٫۷۵ اینچی یا غلاف تیربارهای ۷٫۶۲ میلی‌متری مسلح بودند. پوکاراها از فرودگاه پورت استنلی و دو فرودگاه کوچک دست‌ساز با چمن در گوس گرین و جزیره پبل پرواز می‌کرد. آنها در نقش شناسایی و حمله سبک مورد استفاده قرار گرفتند.
در ۱ مِه ۱۹۸۲ سه فروند پوکارا مستقر در گوس گرین با بمب‌های خوشه ای که از یک فروند  سی هاریر از گردان ۸۰۰ هوا-دریا پرتاب شد، از بین رفتند و یکی از خلبانان آنها نیز کشته شد. شش فروند دیگر در حمله نیروهای سرویس هوایی ویژه به جزیره پبل در ۱۵ مِه ۱۹۸۲ از بین رفتند.

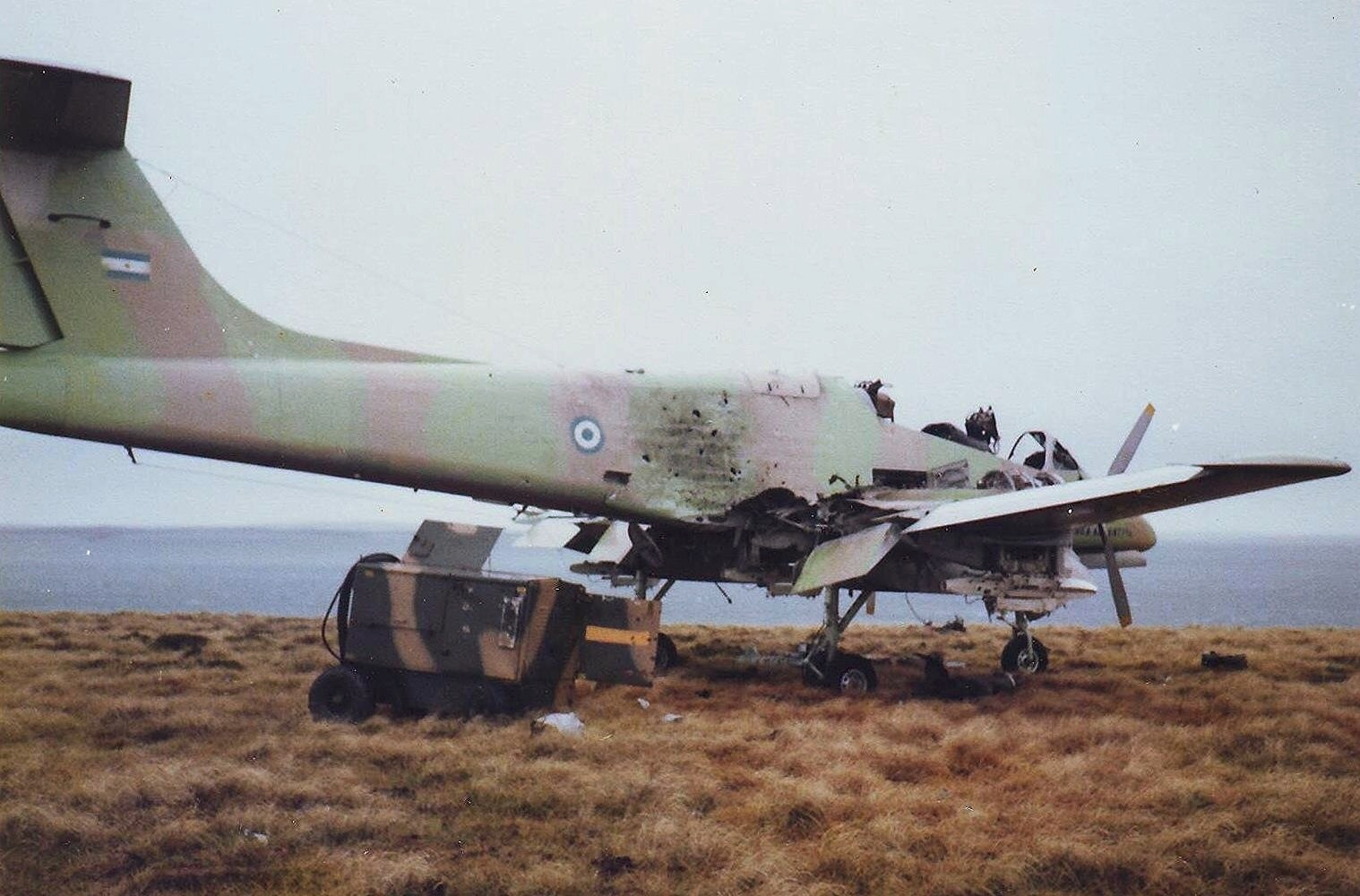
بک فروند پوکارا منهدم شده در جزیره پبل، سال ۱۹۸۲

در ۲۱ ماه مِه یک پوکارا توسط یک موشک استینگر شلیک شده توسط گُردان دی از نیروهای سرویس هوایی ویژه (اولین استینگر پرتاب شده در جنگ) منهدم شد.
پوکارای دیگری با گلوله‌های توپ ۳۰ میلی‌متری شلیک شده توسط فرمانده نایجل وارد (یکی از خلبانان برجسته نیروی دریایی سلطنتی که بعداً به Sharkey Ward (وارد کوسه) معروف شد)، که یک سی هاریر را هدایت می‌کرد، سرنگون شد.
کمی بعد از حمله موفقیت‌آمیز دو فروند پوکارا به سوله ای که گفته می‌شد به عنوان یک پست دیده‌بانی توسط نیروهای انگلیسی استفاده می‌شد. هواپیما به طرز شگفت‌انگیزی جان‌سخت بود، براساس مشاهدات فرمانده وارد، پوکارا بعد از اصابت حداقل ۲۰ گلوله توپ شروع به سقوط کرد.
پوکارای دیگر که توسط ستوان خوان میکلود هدایت می‌شد، پس از تعقیب و گریز توسط یک سی هاریر که توسط ستوان سیدر آلاسدایر کریگ هدایت می‌شد، موفق به فرار گردید.
سرگرد کارلوس تومبا، خلبان هواپیمای مورد اصابت قرار گرفته توسط فرمانده وارد، پس از خروج با صندلی پَران جان سالم به در برد، توسط نیروهای خودی نجات یافت.
در ۲۸ مِه، ناوچه اچ‌ام‌اس آرو با شلیک ۱۶۱ گلوله توپ ۴٫۵ اینچی (۱۱۳ میلی‌متری) به فرودگاه گوس گرین حمله کرد. ناوچه مذکور به هنگ ۲ چترباز کمک می‌کرد تا منطقه را از نبروهای آرژانتینی بازپس گیرند. بر اساس گزارش‌ها، گلوله‌های توپ شلیک شده از این ناوچه، دو فروند پوکارای مستقر در فرودگاه را از میان برد.
در همان روز، دو فروند پوکارا یک هلیکوپتر وستلند-اسکاوت از ناوگان تقنگداران دریایی سلطنتی را در حالی که در حال انجام مأموریت تخلیه مجروح در حین نبرد گوس گرین بود با شلیک مسلسل ۷٫۶۲ میلی‌متری سرنگون کردند. این تنها پیروزی هوا به هوای تأیید شده آرژانتین در جنگ بود.
یکی از این پوکاراها در پرواز برگشت به پورت استنلی به کوه بلو برخورد کرده و از بین رفت - جسد خلبان (ستوان میگل گیمنز) در سال ۱۹۸۶ پیدا شد و توسط خانواده اش، با افتخارات نظامی در گورستان کشته شدگان نظامی آرژانتین واقع در پورت داروین به خاک سپرده شد. بستگان خلبان متوفی که در مراسم خاکسپاری شرکت کردند، اولین آرژانتینی‌هایی بودند که پس از پایان جنگ به فالکلند وارد شدند.
همچنین در ۲۸ مِه و در طول نبرد گوس گرین، نیروهای گردان دوم، هنگ چترباز، یک پوکارا را پس از آنکه به سمت آنها راکت شلیک کرد (البته منجر به تلفاتی نشد)، با شلیک اسلحه سبک ساقط کردند. ستوان میگل کروزادو پس از خروج با صندلی پَران توسط نیروهای انگلیسی اسیر شد.

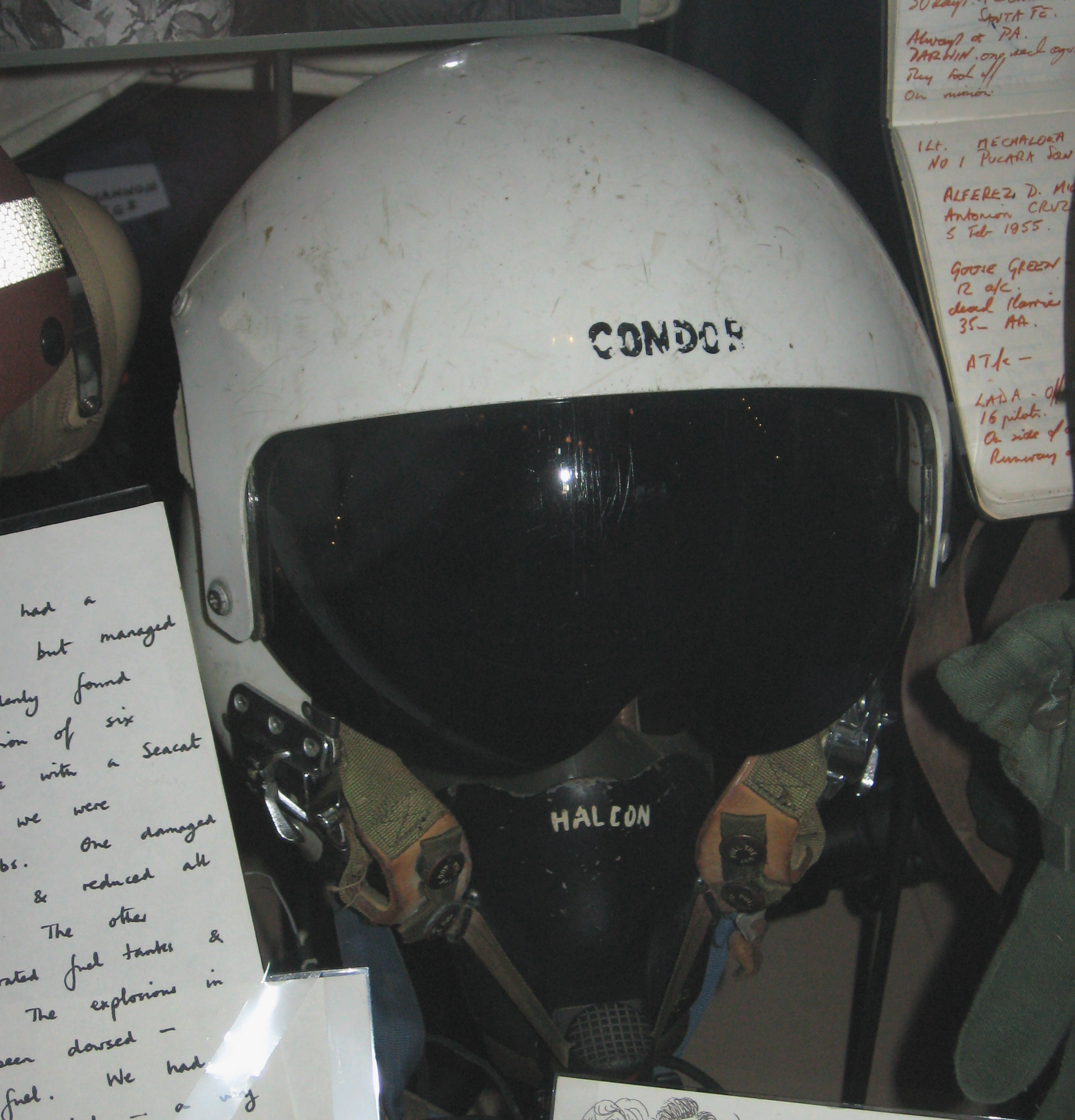
کلاه خلبان پوکارا که توسط آنش سلاح‌های سبک نیروهای نیروهای گردان دوم، هنگ چترباز در جنگ فالکلند سرنگون شد

#### هواپیماهای به غنیمت گرفته شده
پس از تسلیم آرژانتین، یازده فروند پوکارا که چهار نفر از آنها در شرایط پرواز بودند، توسط نیروهای انگلیسی به غنیمت گرفته شده و شش فروند از این هواپیماها به بریتانیا فرستاده شدند. وضعیت فعلی شش فروند هواپیمای مذکور به شرح زیر است:
- به شماره سریال A-515 (ZD485) در موزه نیروی هوایی سلطنتی کازفورد.[۲۱]
- به شماره سریال A-517 - در مالکیت شخصی. در سال ۲۰۱۸ برای فروش «فقط برای قطعات» در اشویل، کارولینای شمالی، ایالات متحده پیشنهاد گردید.[۲۲]
- به شماره سریال A-522 (8768M) - در موزه هواپیماهای شمال شرق (به صورت امانت از موزه هوا دریای نیروی دریایی سلطنتی در یئوویل دریافت شده است).[۲۳]
- به شماره سریال A-528 (8769M) - در موزه هوانوردی نورفولک و سافولک (به صورت امانت از موزه پرواز ارتش بریتانبا در پایگاه هوایی میدل والوپ دریافت شده است).[۲۴]
- شماره سریال A-533 (ZD486) در کلکسیون هوایی باسکامب داون (فقط بخش کابین خلبان).[۲۵]
- شماره سریال A-549 (ZD487) در موزه جنگ امپراتوری واقع درداکسفورد.[۲۶]

### جنگ داخلی سریلانکا

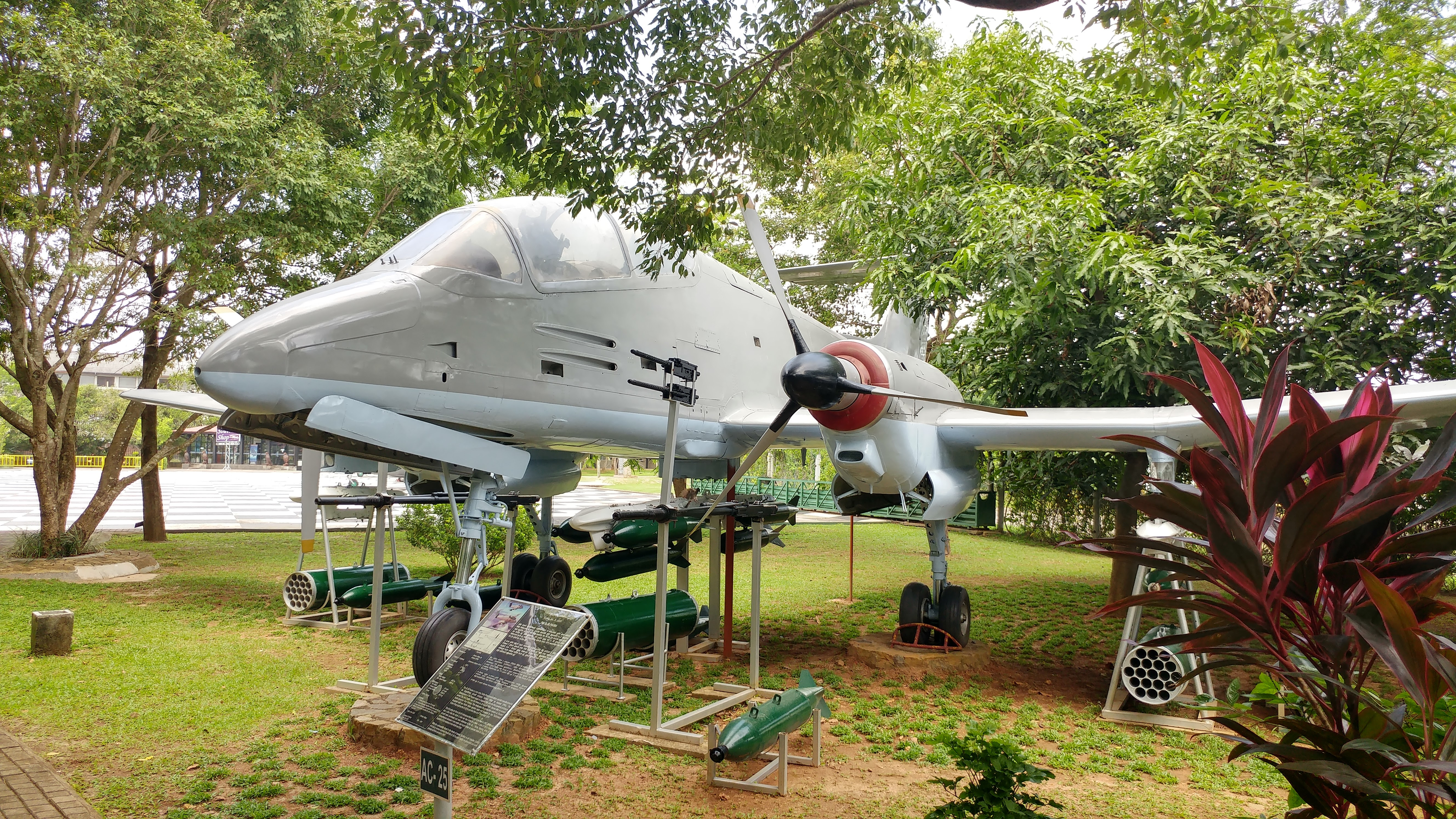
پوکارا در موزه نیروی هوایی سریلانکا

نیروی هوایی سریلانکا در جستجوی یک هواگرد ضدشورش بود. کشورهای غربی که تأمین کنندگان سنتی جنگ‌افزارها و تجهیزات نطامی هستند، از فروش این هواپیماها به سریلانکا خوداری نمودند؛ بنابراین نیروی هوایی سریلانکا، دو فروند پوکارا از نیروی هوایی آرژانتین خریداری نمود.
هواپیماهای مذکور به پایگاه اول آموزش پروازی در فرودگاه اس‌ال‌ای‌اف انوردهاپورا منتقل شده و نیروی هوایی سریلانکا سریال‌های CA-601 و CA-602 را به آنها اختصاص داد.
پس از آموزش‌های اولیه، از پوکاراها برای آموزش خلبانی پیشرفته با دو خلبان و ماموریت‌های تهاجمی، با یک خلبان استفاده می‌شد. در سال ۱۹۹۳ دو پوکارای دیگر به شماره سریال CA-604 و CA-605 به آنها اضافه شدند.
مشخص شد که پوکاراها برای نیروی هوایی سریلانکا بسیار مؤثر هستند، ظرفیت حمل مهمات بالایی داشته و سرعت کروز آنها برای ماموریت‌های مناسب برای
پشتیبانی هوایی نزدیک مناسب بود.
عملیات پوکاراها عمدتاً خارج از پایگاه نبروی هوایی سریلانکا در فرودگاه انوردهاپورا بود. گاهی اوقات ماموریت‌های پوکاراها از پایگاه فرودگاه اس‌ال‌ای‌اف پالالی انجام شده و پشتیبانی هوایی نزدیک را برای ارتش سری‌لانکا به ویژه در طول عملیات ریویرسا (علیه نیروهای ببرهای تامیل) فراهم می‌نمودند. نیروی هوایی سریلانکا همچنین از پوکاراها برای گشت دریایی استفاده می‌نمود.
هواپیمای به شماره سریال CA-605 بر فراز تالاب کیلالی مورد اصابت آتش زمینی قرار گرفت، اما موفق شد در فرودگاه اس‌ال‌ای‌اف پالالی فرود آید. هواپیمای مذکور، در حال حاضر در موزه نیروی هوایی سریلانکا به نمایش گذاشته شده است.
در ژوئیه ۱۹۹۵ در طی نبردی سنگین در استان شمالی در طول عملیات پیشروی، پوکارای به شماره سریال CA-601، توسط موشک دوش پرتاب هدف قرارگرفته، سرنگون شد و خلبان آن، ستوان پرواز دیلهان پررا، کشته شد.
CA-604 در حین یک سورتی بمباران شبانه در حادثه ای که به نظر می‌رسد یک انفجار زودرس مهمات بود، منهدم شد. خلبان آن، ستوان آر. ای.یو. پی راجاپاکسا موفق شد به سلامت از هواپیما خارج شود.
پس از این حادثه، در سال ۱۹۹۷ تنها هواپیمای باقیمانده با شماره سریال CA-602، بازنشسته شد و هلیکوپتر میل -۲۴ و بعداً هواپیمای میگ-۲۷ نقش پشتیبانی هوایی نزدیک را در نیروی هوایی سریلانکا بر عهده گرفتند.
فقدان سیستم اکسیژن که هواپیما را به پرواز درارتفاعات پایین محدود می‌نمود، و همچنین فقدان تجهیزاتی برای اقدام متقابل در برابر موشک سطح‌به‌هوا، محدودیت‌های اصلی پوکارا بودند.

### به روزرسانی‌ها
در ماه می ۱۹۸۲، در اوج جنگ فالکلند، نیروی هوایی آرژانتین با همکاری نیروی دریایی، نمونه اولیه ای‌ایکس-۰۴ را با آویزگاه‌های خارجی تسلیحات برای سوار کردن اژدرهای مارک ۱۳ مجهز نمود. هدف از این طرح، تولید احتمالی آن به عنوان یک هواپیمای اژدرافکن برای تقویت قابلیت‌های ضد شناور در نیروی هوایی و نیروی دریایی آرژانتین بود. چندین آزمایش در خارج از
پورتو مادرین، بر فراز گولفو نوئوو به انجام رسید، اما قبل از اینکه متخصصین فنی بتوانند امکان‌سنجی پروژه را ارزیابی نمایند، جنگ به پایان رسید.
چندین تلاش برای ارتقای کل ناوگان انجام شد، از جمله گونه‌های روزآمد شده پوکارا چارلی، پوکارا ۲۰۰۰ و پوکارا براوو (نیروی هوایی آرژانتین FAA سفارشی برای ارتقا و روزآمد نمودن ۴۰ فروند پوکارا ارسال نمود، که البته بعداً حذف شد و تنها یک واحد ارتقا یافت). تمامی این برنامه‌های به روز آوری در طی دهه ۱۹۸۰ به دلیل کمبود بودجه لغو شد.
نیروی هوایی اروگوئه ناوگان خود را با ادغام سامانه‌های ناوبری لایتون ال‌تی‌ان-۲۱۱ و جی‌پی‌اس اومگا به روزرسانی نمود. تغییرات ساختاری جزئی برای حمل بمب ام‌کی۸۲ اسنیک‌آی و مخزن سوخت خارجی ۱۰۰۰ لیتری به انجام رسید. دیگر تجهیزات اویونیک به کار رفته عبارت بودند از استورم اسکوپ دبلیوایکس-۵۰۰ ساخت ال-۳ کامیونیکیشنز و ال‌ئی‌دی سندل اس‌ان۳۵۰۰ نمایشگر ناوبری با نور پس زمینه.
در سال ۲۰۰۷ یک فروند آی‌ای-۵۸ نیروی هوایی آرژانتین برای حمل یک موتور اصلاح شده که قادر به استفاده از زیست سوخت جت مشتق شده از سویا باشد، تبدیل شد. این پروژه که توسط دولت آرژانتین (دبیرخانه علم، فناوری و نوآوری مولد کشور
(به اسپانیایی: Secretaría de Ciencia Tecnología e Innovación Productiva de la Nación)) تأمین مالی و هدایت شد، آرژانتین را به دومین کشور در جهان تبدیل کرد که هواپیمایی را با زیست سوخت جت را به پیش می‌راند. هدف این پروژه این بود که نیروی هوایی آرژانتین کمتر به سوخت‌های فسیلی وابسته باشد.
از سال ۲۰۰۹، یک ارتقاء و به روزرسانی گسترده در تجهیزات اویونیک و تعمیرات اساسی بدنه هواپیما توسط نیروی هوایی آرژانتین و FAdeA انجام شده است که باعث بوجود آمدن آی‌ای-۵۸دی پوکارادلتا شد. تجهیزات اویونیک کابین خلبان تا حد امکان به اف‌ام‌ای آی‌ای-۶۳ پامپا «فاز۲» نزدیک شد. برخی از قطعات به روز شده شامل مجموعه جدیدی از سخت‌افزارهای ارتباطی از جمله دی‌ام‌ئی ، ئی‌ال‌تی ،آی‌اف‌اف، جی‌پی‌اس،ئی‌ای‌دی‌آی،ئی‌اچ‌اس‌آی ، آردبلیوآر، اچ‌یودی، و همچنین به‌کارگیری توپ ۳۰ میلی‌متری دفا ۵۵۴ و جایگزینی موتور جدیدپی‌تی۶ای-۶۲ به قدرت ۹۵۰ اسب بخار به جای موتور توربومکا آستازو است. این تعمیرات اساسی برای در خدمت نگه داشتن ناوگان پوکاراهای نیروی هوایی آرژانتین تا سال ۲۰۴۵ در نظر گرفته شده بود.مسائل اداری ومشکلات اقتصادی باعث تأخیر در به روزرسانی کل ناوگان شد. نیروی هوایی اروگوئه نیز به برنامه نگهداری، تعمیر و تعمیرات اساسی (MRO) و نصب موتورهای جدید ارائه شده توسط FAdeA، ابراز علاقه نمود.
از آوریل سال ۲۰۱۶، کارخانه هواپیماسازی آرژانتین (سرتیپ سن مارتین) (به اسپانیایی: Fábrica Argentina de Aviones "Brigadier San Martin" S.A. (FAdeA))، شرکتی که جایگزین کارخانه هواپیمایی نظامی(به اسپانیایی: Fábrica Militar de Aviones) شد، درحال نوسازی بیست فروند از ناوگان پوکارهای نیروی هوایی آرژانتین بود.
در سال ۲۰۱۹ آرژانتین پوکارا را از عملیات ضد شورش و تهاجم سبک بازنشسته نمود و آن را به هواپیمای تجسسی و گشت مرزی پوکارا ۲ (فِنیکس) با موتورهای بهبودیافته  پرت اند ویتنی کانادا پی‌تی۶ای-۶۲، با ملخ‌های چهار پره جدید، و مجهز به حسگرهای الکترواپتیکال/فروسرخ (EO/IR) ساخت فیکس ویوو و پیوند داده‌ای (Datalink)، تبدیل نمود.مجوز انجام این ارتقا در دسامبر ۲۰۲۱ صادر شد و انتظار می‌رود فِنیکس حداقل به مدت ۱۵ سال در خدمت فعال باشد.

### قراردادهای ناموفق
در اواسط سال ۱۹۷۲ گزارش شد که نیروی هوایی پرو علاقه زیادی به خرید ۲۵ فروند پوکارا با زمان تحویل مورد نظردر سال ۱۹۷۴ را نشان داده است.
اولین قرارداد خارجی فروش پوکارا، در فوریه ۱۹۷۸ با نیروی هوایی اسلامی موریتانی برای چهار فروند هواپیمای آی. ای ۵۸ به همراه پشتیبانی و آموزش با هزینه کل ۱۰٫۸ میلیون دلار بود. ۸ فروند دیگر نیز به عنوان گزینه پیشنهادی مورد مذاکره قرار گرفت. با سقوط رئیس‌جمهور موریتانی مختار ولد داداه در یک کودتا، قرارداد لغو شد. هواپیماهایی که ساخته شده، با شماره سریال موریتانی n°۰۱۵ تا n°۰۱۸ ثبت شده و آماده ارسال شده بودند، یا شماره سریال‌های A-515 تا A-518 به نیروی هوایی آرژانتین تحویل داده شدند ولی رنگ و پیکربندی استتار صحرایی را حفظ کردند.
در ماه مارس ۱۹۸۲، مذاکراتی با نیروی هوایی جمهوری آفریقای مرکزی برای فروش ۲ فروند پوکارا به همراه پشتیبانی، آموزش و قطعات یدکی به مبلغ ۹٫۵ میلیون دلار شامل انجام شد، اما قرارداد در نهایت فسخ شد.
در سپتامبر ۱۹۸۳، قرارداد دیگری، این بار با نیروی هوایی ونزوئلا برای ۲۴ فروند آی. ای ۵۸ مجهز به موتورهای توربوپراپ Garrett TPE331-11-601W به قیمت ۱۱۰ میلیون دلار منعقد شد. ونزوئلا سفارش خرید را لغو کرده و به جای آن تعدادی  او وی-۱۰ برونکو از نیروی هوایی ایالات منحده آمریکا، با تسهیلاتی در پرداخت را دریافت نمود.
در ماه مه ۱۹۸۶، نیروی هوایی بولیوی ۱۲ فروند پوکارا به قیمت ۵۲ میلیون دلار آمریکا، را درخواست کرد، بدون اینکه بعداً هیچ سفارش خریدی داده شود.
در مارس ۱۹۸۵، قرارداد جدیدی برای ۲۰ فروند پوکارا و ۲۰ فروند دیگر به صورت پیشنهادی با نیروی هوایی عراق به مبلغ ۷۶ میلیون دلار منعقد شد، قراردادی که بعداً به دلیل مسائل سیاسی خارجی منحل شد.
ایران تا آوریل ۱۹۸۷ مذاکراتی برای خرید ۶۰ فروند فروند آی. ای ۵۸ای به مبلغ ۲۸۳ میلیون دلار انجام داد و در پایان همان سال قرارداد جدیدی برای ۵۰ فروند هواپیما به قیمت ۱۶۰ میلیون دلار منعقد شد که به سفارش خریدیی منجر نشد.
در نوامبر ۱۹۸۷، برای فروش ۶ فروند پوکارا مذاکراتی با نیروی هوایی زئیر به مبلغ ۲۶٫۷ میلیون دلار آمریکا انجام شد، قراردادی که در نهایت لغو شد.
در سال ۱۹۹۰ نیروی هوایی برزیل خرید ۳۰ فروند آی. ای ۵۸ای را به عنوان بخشی از سامانه نظارتی آمازون
(به پرتغالی: Sistema de Vigilância da Amazônia) به اختصار SIVAM، اعلام نمود. اما با توسعه امبرائر ئی‌ام‌بی ۳۱۴ سوپر توکانو، این سفارش لغو شد.
در سال ۱۹۹۱ یک سفارش خریدی توسط نیروی هوایی پاراگوئه برای چهار آی. ای ۵۸ای به ارزش ۱۰٫۶ میلیون دلار آمریکا مورد مذاکره قرار گرفت این مذاکرات بعداً رهاشده و مورد توجه قرار نگرفت.

## گونه‌ها
- ای‌ایکس-۰۲ دلفین (AX-02)، نمونه اولیه.
- ای‌ایکس-۰۴ (AX-04) نمونه اولیه هواپیمای اژدرافکن.[۳۳]
- آی‌ای-۵۸ای پوکارا: هواپیمای ضد شورش، پشتیبانی هوایی نزدیک و تهاجمی دو سرنشینه، نسخه اصلی تولید شده.[۴۴] در سپتامبر ۲۰۱۹ از خدمت خارج شد.[۴۵]
- آی‌ای-۵۸بی پوکارا براوو: هواپیمای ضد شورش دو سرنشین اصلاح شده، با بدنه کشیده تر شده به سمت جلو، که فضای مورد نیاز برای جایگزینی توپ‌های ۲۰ میلی‌متری هیسپانو را با دو توپ ۳۰ میلی‌متری دفا و سامانه‌های اویونیک پیشرفته‌تر فراهم می‌آورد. یک نمونه اولیه از هواپیمای آی‌ای-۵۸ای به این گونه ارتفا یافته و پرواز اولیه آن در ۱۵ مه ۱۹۷۹ به انجام رسید.[۴۴][۴۶][۴۷]
- آی‌ای-۵۸سی پوکارا چارلی: نسخه تک سرنشینه طراحی شده بر اساس تجارب کسب شده در طی جنگ فالکلند، با افزایش قابلیت در ماموریت‌های ضد شناور و ضد بالگرد. در این گونه، کابین خلبان جلویی حذف شده، توپ ۳۰ میلی‌متری دفا برای تکمیل جنگ‌افزارهای قبلی، اضافه شده و قابلیت حمل موشک‌های هوا به هوای ماترا آر۵۵۰ ماژیک و موشک‌های هوا به سطح مارتین پسکادور به این هواپیما اضافه شده است. حفاظت زرهی افزایش یافته و مجموعه سامانه جنگ الکترونیک پیشرفته ترشد. نمونه اولیه، در ۳۰ دسامبر ۱۹۸۵ به پرواز درآمد، اما برنامه نیروی هوایی آرژانین در سال ۱۹۸۸ برای ارتقای پانزده فروند از ناوگان پوکاراهای موجود به این گونه، به دلیل کمبود بودجه ملغی شد.[۴۴][۴۸][۴۹][۵۰]
- آی‌ای-۵۸دی پوکارا دلتا: برنامه نوسازی گونه آی‌ای-۵۸ای، مجهز به سیستم‌های اویونیک جدید و موتورهای  پرت اند ویتنی کانادا پی‌تی۶ای-۶۲ با قدرت ۹۵۰ اسب بخار(۷۱۰ کیلووات).[۵۱] از این گونه همچنین با نام آی‌ای-۵۸اچ ذکر شده است. فعالیت به روی این طرح در ژوئن ۲۰۱۹ مجدداً شروع شده و مجوز آن در ژوئیه همان سال صادر شد.[۴۵]
- آی‌ای-۶۶: گونه اصلاح آی‌ای-۵۸ای با دو موتور توربوپراپ گارت تی‌پی‌ئی۳۳۱-۱۱-۶۰۱ دبلیو به قدرت ۱۰۰۰ اسب بخار (۷۴۶ کیلووات). تنها نمونه ارتفا یافته از آی‌ای-۵۸ای در سال ۱۹۸۰ به پرواز درآمد.[۴۴][۴۷]

## کاربران

### کاربران فعلی
آرژانتین

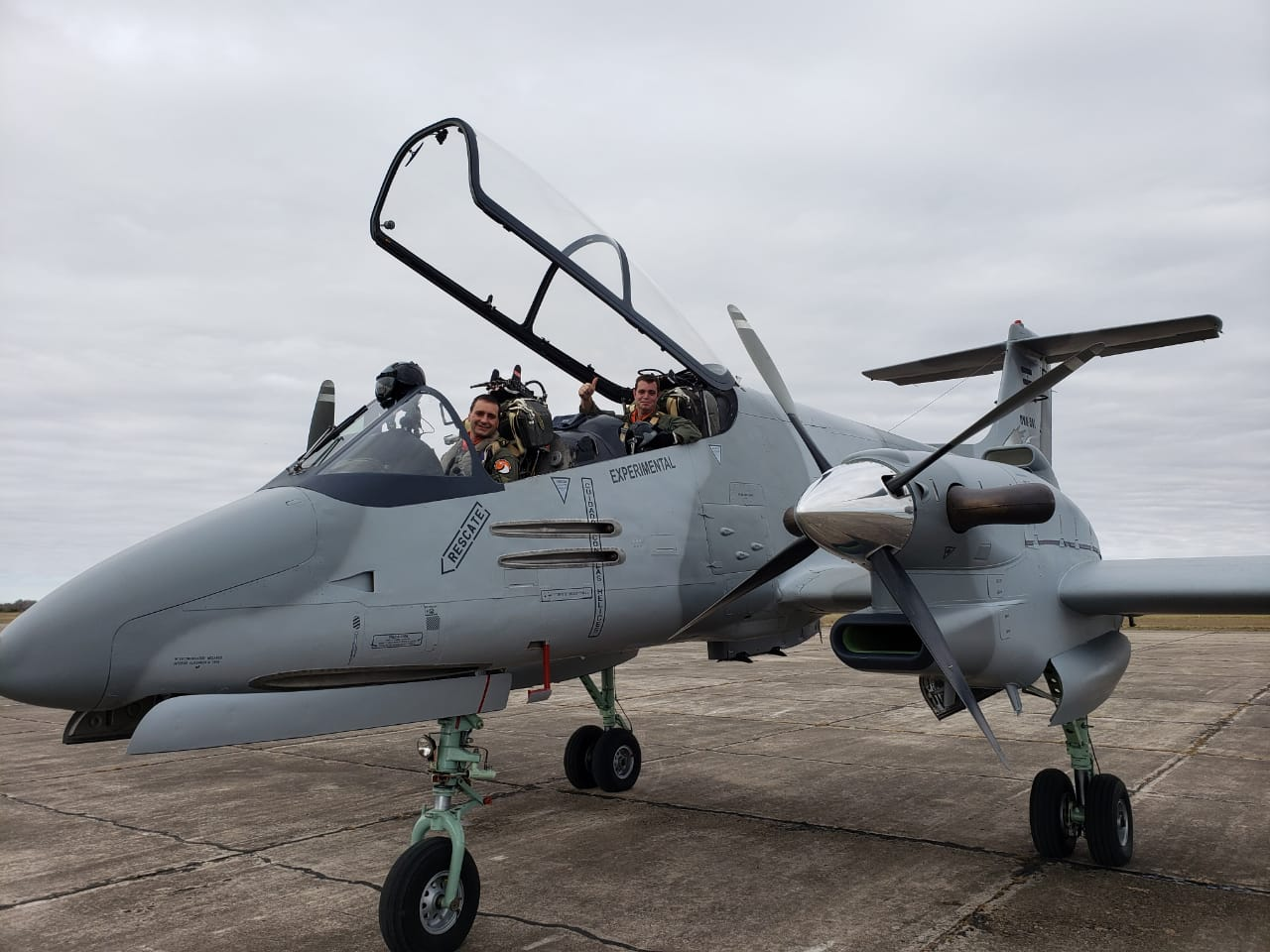
نمونه اولیه پوکارا فِنیکس برای ماموریت‌های تجسس و گشت مرزی

- نمونه اولیه «پوکارافِنیکس» آزمایش شده از ۲۰۱۹, تأیید شده برای تولید از ۲۰۲۱.[۳۹][۴۰]

### کاربران قبلی

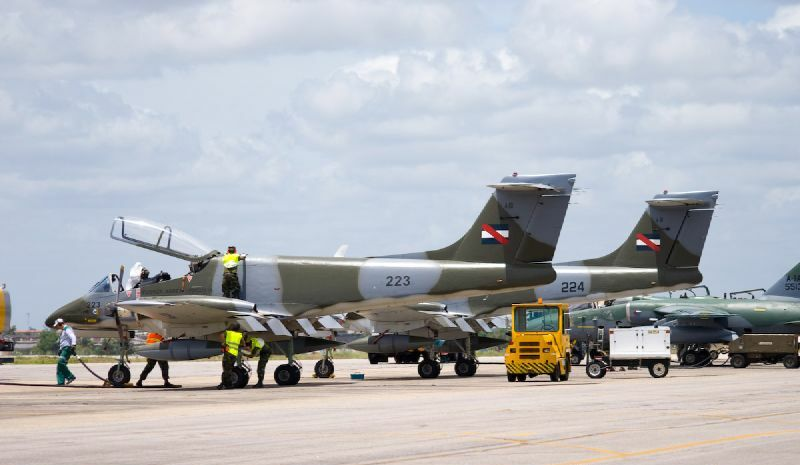
پوکاراهای نیروی هوایی اروگوئه

آرژانتین
- نیروی هوایی آرژانتین

 اروگوئه
- نیروی هوایی اروگوئه

در سال ۲۰۱۷ بازنشسته شد.
 سری‌لانکا
- نیروی هوایی سری لانکا

۴ فروند در طی سالهای ۱۹۹۳–۱۹۹۹, (۲ عدد سقوط کردندو ۲ عدد بازنشسته شدند)
 کلمبیا
- نیروی هوایی کلمبیا

۳ فروند پوکارا در اختیار داشت.در سال ۱۹۹۸ به دلیل کمبود قطعات یدکی از خدمت خارج شده، در سال ۲۰۰۸ همراه با قطعات یدکی به اروگوئه اهدا شدند.

### غنیمت جنگی
بریتانیا
- نیروی هوایی سلطنتی

در طی جنگ فالکلند یازده فروند پوکارا به غنیمت گرفته شده و شش فروند از این هواپیماها به بریتانیا فرستاده شدند. قبل از واگذاری به موزه‌ها و کلکسیون‌ها در مؤسسه آزمایشی هواپیما و جنگ‌افزار مورد ارزیابی قرار گرفتند.

## هواپیماهای به نمایش گذاشته شده

### آرژانتین

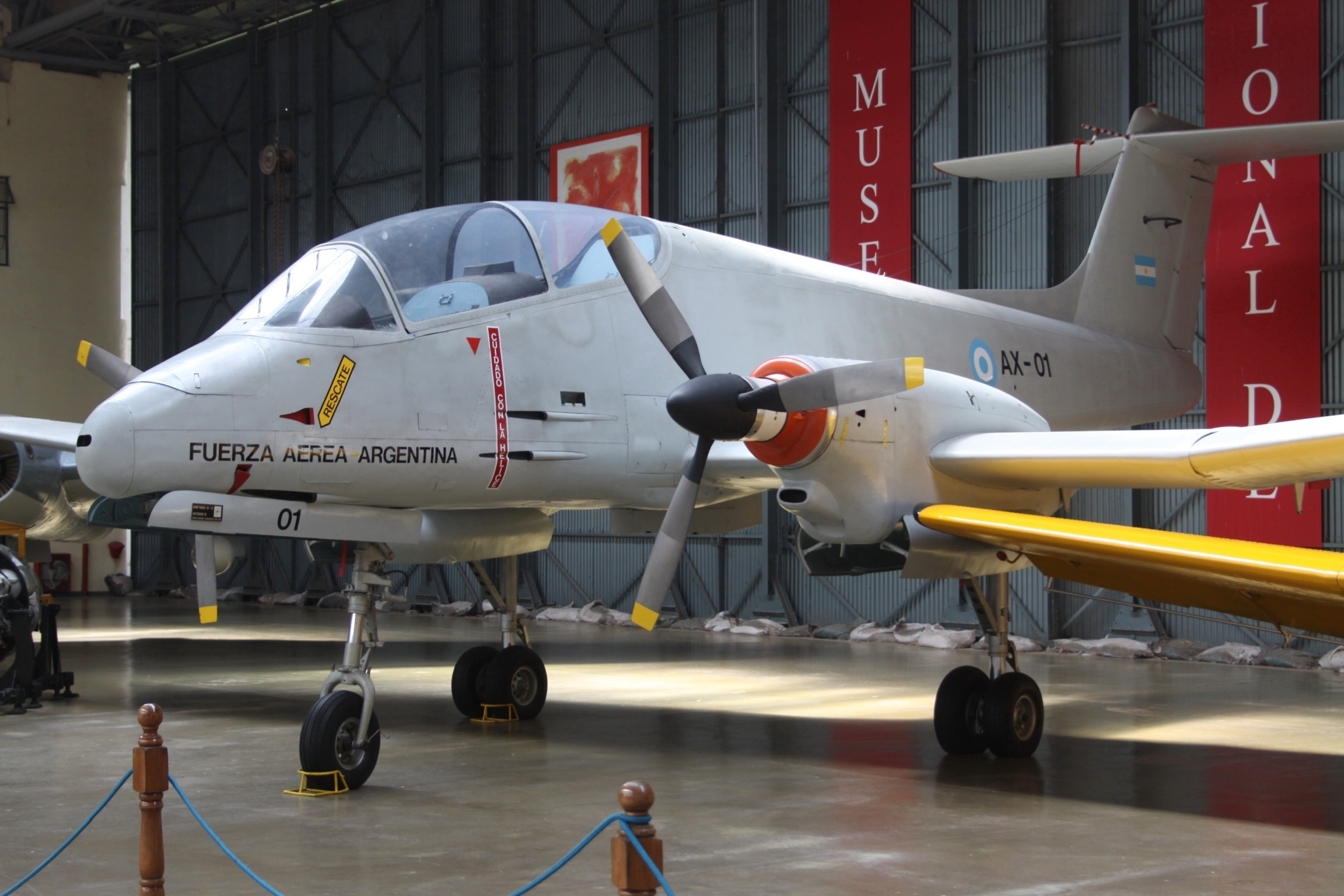
نمونه اولیه اف‌ام‌ای آی‌ای ۵۸ پوکارا ای‌ایکس-۰۱

- نمونه اولیه ای‌ایکس-۰۱ (AX-01), در موزه ملی هوانوردی آرژانتین، واقع در مورون در استان بوئنوس آیرس آرژانتین.[۵۸]

### سریلانکا
- پوکارا به شماره سی‌ای-۶۰۵ در موزه نیروی هوایی سریلانکا

## مشخصات
داده‌ها از Jane's Civil and Military Upgrades 1994–95
ویژگی‌های عمومی
- خدمه: دو
- طول: ۱۴٫۲۵ متر (۴۶ فوت ۹ اینچ)
- پهنای بال: ۱۴٫۵۰ متر (۴۷ فوت ۷ اینچ)
- ارتفاع: ۵٫۳۶ متر (۱۷ فوت ۷ اینچ)
- مساحت بال‌ها: ۳۰٫۳۰ متر مربع (۳۲۶٫۱ فوت مربع)
- نسبت اندازه: ۶٫۹:۱
- ایرفویل: NACA 642A215 at root, NACA641 at tip
- وزن خالی: ۴٬۰۲۰ کیلوگرم (۸٬۸۶۳ پوند)
- بیشترین وزن برخاست: ۶٬۸۰۰ کیلوگرم (۱۴٬۹۹۱ پوند)
- ظرفیت سوخت: ۱٬۲۸۰ لیتر (۲۸۰ گالون بریتانیایی؛ ۳۴۰ گالون آمریکایی) مخازن داخلی، ۱٬۷۳۶ لیتر (۳۸۲ گالون بریتانیایی؛ ۴۵۹ گالون آمریکایی)در مخازن خارجی
- پیشرانه: ۲ عدد موتور توربوپراپ توربومکا آستازو۱۶جی، ۷۲۹ کیلووات (۹۷۸ اسب بخار) در هر موتور

عملکرد
- حداکثر سرعت: ۵۰۰ کیلومتر بر ساعت (۳۱۰ مایل بر ساعت، ۲۷۰ گره) at ۳٬۰۰۰ متر (۹٬۸۰۰ فوت)[۶۰]
- سرعت کروز: ۴۳۰ کیلومتر بر ساعت (۲۷۰ مایل بر ساعت، ۲۳۰ گره) در ۶٬۰۰۰ فوت (۱٬۸۰۰ متر) (حالت پرواز اقتصادی (با میزان بهینه مصرف سوخت)
- سرعت واماندگی: ۱۴۳ کیلومتر بر ساعت (۸۹ مایل بر ساعت، ۷۷ گره) (فلاپ‌ها و ارابه فرود پایین)
- بیشینه سرعت مجاز: ۷۵۰ کیلومتر بر ساعت (۴۷۰ مایل بر ساعت، ۴۰۰ گره)
- بُرد رزمی: ۳۵۰ کیلومتر (۲۲۰ مایل، ۱۹۰ مایل دریایی) (شعاع جنگی در ۱٬۵۰۰ کیلوگرم (۳٬۳۰۰ پوند) weapons, High-low-high profile)
- بُرد معبر: ۳٬۷۱۰ کیلومتر (۲٬۳۱۰ مایل، ۲٬۰۰۰ مایل دریایی) باحداکثر سوخت در مخازن داخلی و خارجی
- حداکثر ارتفاع: ۱۰٬۰۰۰ متر (۳۳٬۰۰۰ فوت)
- حد شتاب جی: +۶/-۳ جی
- نرخ صعود: ۱۸ متر بر ثانیه (۳٬۵۰۰ فوت بر دقیقه)

تسلیحات

- اسلحه‌ها: 

  - ۲ قبضه توپ خودکار ۲۰ میلی‌متری هیسپانو-سویزا اچ.اس. ۸۰۴
  - ۴ قبضه تیربار ۷٫۶۲ میلی‌متر قابل حمل اف ان برونینگ
- آویزگاه‌های حمل سلاح: ۳ با ظرفیت (زیر بدنه هواپیما ۱٬۰۰۰ کیلوگرم (۲٬۲۰۰ پوند), جایگاه‌های تسلیحات زیربالها ۵۰۰ کیلوگرم (۱٬۱۰۰ پوند),)ظرفیت کل حمل بارخارجی ۱٬۶۲۰ کیلوگرم (۳٬۵۷۰ پوند)[۵]
- راکت‌ها: 

  - پرتاب کننده راکت ای آر ام-۶۵۷ مامبورتا
  - پرتاب کننده راکت هایدرا ۷۰[۶۱]
- بمب‌ها: 

  - بمب‌های ام‌کی۸۱/ ام‌کی۸۲/ام۱۱۷[۶۲]

اویونیکس

- سیستم فرود ابزاری یا آی‌ال‌اس (ILS)
- جهت‌یاب رادیویی (RDF)
- راهنمای غیر جهت‌دار
- قطب‌نمای گردش‌سنج
- قطب‌نما
- فرستنده-گیرنده وی‌اچ‌اف/اچ‌اف
- شناسایی دوست یا دشمن

### کتابشناسی
- Burden, Rodney A.; Draper, Michael I; Rough, Douglas A.; Smith, Colin R.; Wilton, Davis L. (1986). Falklands: The Air War. British Aviation Research Group. ISBN 0-906339-05-7.
- Chant, Chris (1987). Compendium of Armaments and Military Hardware. Routledge. ISBN 0-7102-0720-4.
- Donald, David (Summer 1991). "FMA IA-58 Pucará: Pampas Warrior". World Air Power Journal. London: Aerospace Publishing. 6: 136–145. ISSN 0959-7050.
- Huertas, Salvador Mafé (April 1996). "Pucara's Wrong War". Air International. Vol. 50, no. 4. pp. 248–251.
- "Latin American Flying 'Fortress': Argentina's IA 58 Pucará". Air International. Vol. 13, no. 4. October 1977. pp. 165–172.
- Michell, Simon (1994). Jane's Civil and Military Upgrades 1994–1995. Coulsdon, UK: Jane's Information Group. ISBN 0-7106-1208-7.
- Taylor, John W. R. (1982). Jane's All The World's Aircraft 1982–83. London: Jane's Yearbooks. ISBN 0-7106-0748-2.